# Ilana: The Creator
Ilana: The Creator — студийный альбом туарегского рок-музыканта Mdou Moctar из Нигера. Это первый альбом, в котором Mdou Moctar превратились в полноценную группу. Альбом получил положительные отзывы критиков. Он был записан в Детройте (США) и выпущен звукозаписывающим лейблом Sahel Sounds. Альбом почти в стиле пустынный блюз исполнен на берберском языке тамашек.

## История
Мду Моктар выпустил свой дебютный альбом в 2008 году под названием Anar, затем он переиздал Anar, после чего создал саундтрек к фильму Akounak Tedalat Taha Tazoughai. Альбом стал третьим диском Моктара. В 2019 году Mdou Moctar превратился в официальную группу, в которую вошли басист Майк Колтун, барабанщик Мазавадже Абубакар Ибрагим и гитарист Ахмуду Мадассан. Альбом стал первым студийным альбомом Mdou Moctar.

## Отзывы
| Совокупная оценка | Совокупная оценка |
| Источник          | Оценка            |
| ----------------- | ----------------- |
| Metacritic        | 88/100            |
| Оценки критиков   |                   |
| Источник          | Оценка            |

Альбом получил положительные отзывы критиков. По данным агрегатора рецензий Metacritic, Ilana (The Creator) получил «всеобщее признание» на основе средневзвешенной оценки 88 из 100 из 5 оценок критиков. J. D. из The Economist написал, что этот альбом является «мастерством Моктара» как гитариста, поскольку в нём «используются блестящие и плотные фингерпики, а также пауэр-аккорды, предпочитаемые в хард-роке». Риф Юнис из Loud and Quiet оценил этот альбом в 7 баллов из 10, подведя итог своей рецензии: «Мало у кого есть такие захватывающие истории, как у Мду Моктара, но, как свидетельствует „Ilana (The Creator)“, у него также есть звуки Сахары, чтобы подкрепить их». Боб Бойлен из NPR назвал этот альбом «самым безумным психоделическим гитарным альбомом 21 века» и рекомендовал слушателям «включить громкость». Редакторы Pitchfork Media оценили этот релиз в 8 баллов из 10, а критик Энди Бета назвал его «инкрустированным набором гитарной музыки со спонтанным, праздничным воздухом и скрытой срочностью, отражающей очень реальные трудности региона». На сайте PopMatters Адриан Понтекорво оценила этот альбом в 9 баллов из 10, написав, что альбом опирается на традиции пустынного блюза, но при этом «звучит свежо и отличается от всего, что делают современники Моктара». Она также заявила, что «Моктар полностью погружается в энергию, выпускает на свободу приливные волны мелодии и кромсает электрогитару так, как умеет только он».

## Список композиций
Все песни написаны Mdou Moctar.
1. «Kamane Tarhanin» — 5:08
2. «Asshet Akal» — 4:51
3. «Inizgam» — 1:24
4. «Anna» — 4:33
5. «Takamba» — 2:50
6. «Tarhatazed» — 7:27
7. «Wiwasharnine» — 3:38
8. «Ilana» — 4:46
9. «Tumastin» — 4:21